# New Year's Eve (singolo)
New Year's Eve è un brano musicale del rapper statunitense Snoop Dogg, previsto inizialmente per essere inserito nell'album Doggumentary, ma escluso dalla tracklist finale del disco. Il brano, che figura la collaborazione del cantante statunitense Marty James, è stato reso disponibile come singolo su iTunes il 5 novembre 2010.
Il video musicale prodotto per New Year's Eve è stato girato l'8 novembre 2010, durante la festa di compleanno della moglie di Snoop Dogg. Il video è stato reso disponibile il 12 novembre 2010 ed è stato diretto da Pook Brown. Nel video fanno una apparizione cameo anche DJ Quik, Mike Epps e Kokane.

## Tracce
Download digitale
1. New Year's Eve featuring Marty James - 3:26

## Classifiche
| Classifica (2011)              | Posizione più alta |
| ------------------------------ | ------------------ |
| US Billboard R&B/Hip-Hop Songs | 66                 |